# Çukurovahäst
Çukurovahästen är en ganska liten hästras som härstammar från Turkiet. Rasen har utvecklats genom korsningar av inhemska hästar och arabiska fullblod och finns i två olika typer, en för ridning och en som är mer lämpad för körning. Rasen är relativt ovanlig med enbart ca 3 000 exemplar. Än så länge finns ingen rasförening eller stambok för rasen.

## Historia
Çukurovahästen utvecklades under tidigt 1900-tal genom att man korsade den inhemska Uzunyaylahästen med arabiska fullblod av en specifikt turkiskfödd stam. Dessa korsningar var ädla och snabba men de turkiska uppfödarna krävde en lite mer unik och "egen" ras och utavlade korsningarna med en annan inhemsk turkisk ras, Anadoluponnyn.
Man avlade även fram två olika typer av Çukurovahästen, en lättare typ för ridning och en lite grövre körhästtyp. Ridtypen hade en större andel arabiskt blod i sig och körtypen fick mer inflytande av Uzunyaylan. Idag jobbar uppfödarna på att rasen ska hamna under beskydd och få en egen rasförening och stambok så att Çukurovahästen kan registreras, för att på så sätt få fram hästar av högre kvalitet. Idag finns ca 3 000 Çukurovahästar i Turkiet, men då rasen inte har ett register eller stambok kan siffrorna variera mycket. Rasen är dock mycket ovanlig.

## Egenskaper
Çukurovahästen är snabb och ädel och visar tydliga drag från de arabiska hästarna. Svansen är högsatt och exteriören är slank och mycket väl musklad, även om ryggen är något kort. Körtypen är lite grövre i exteriören och har oftast en rak nosprofil, medan ridtypen har ädlare drag med en inåtbuktande nosprofil och stora ögon. Benen är långa och smala.
Çukurovahästen är ganska liten med en mankhöjd på ca 145-155 cm och alla färger existerar hos rasen även om olika varianter av skimmel är vanligast. Hästarna används främst till ridning och körning men även till galoppsport då hästarna är snabba och energiska, utan att vara hetlevrade. De är tåliga mot det varma och torra klimatet.